# Sciapsughi

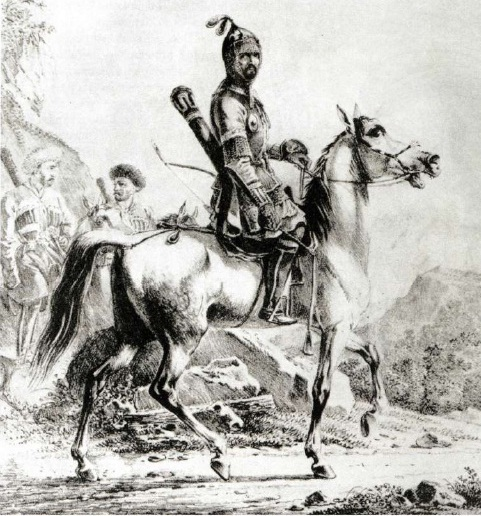

Gli sciapsughi  (in lingua adighè: шапсыгъ-адыгэ) sono un gruppo etnico della Russia.
Sono originari del Caucaso e vivono principalmente nell'Adighezia, ubicata nel territorio di Krasnodar, dove si trovano le città di (Soči, Tuapse, Anapa); l'Adighezia è una repubblica autonoma della Federazione Russa. Gli sciapsughi parlano la lingua adighè.